# Emmelia thapsina
Emmelia thapsina is een vlinder van de familie van de uilen (Noctuidae). De wetenschappelijke naam van deze soort is voor het eerst voorgesteld als Hyela thapsina door Alfred Jefferis Turner in een publicatie uit 1902.
De soort komt voor in Australië (Queensland).